# Cohade
Cohade é uma comuna francesa na região administrativa de Auvérnia-Ródano-Alpes, no departamento de Alto Loire. Estende-se por uma área de 10,02 km². Em 2010 a comuna tinha 899 habitantes (densidade: 89,7 hab./km²).